# Cimetière militaire allemand de Bray-sur-Somme
Le cimetière militaire allemand de Bray-sur-Somme est un cimetière militaire de la Grande Guerre, situé sur le territoire de la commune de Bray-sur-Somme, dans le département de la Somme, à l'est d'Amiens.

## Historique
Les Allemands édifièrent, à Bray-sur-Somme, près du terrain de longue paume, un cimetière militaire pour leurs soldats morts au combat, principalement pendant la Bataille du Kaiser et l'Offensive des Cent-Jours de 1918. En 1924, 200 corps provenant de différents lieux voisins ont été inhumés dans cette nécropole.

## Caractéristiques
Le cimetière compte 1 119 corps, 1 076 en tombes individuelles dont trois soldats dont l'identité reste inconnue. Un ossuaire rassemble 43 corps. Les tombes individuelles sont matérialisées par des croix en métal.
Un monument en pierre de forme parallélépipédique sur lequel a été apposée une large croix de métal, a été construit au centre du cimetière.

## Galerie

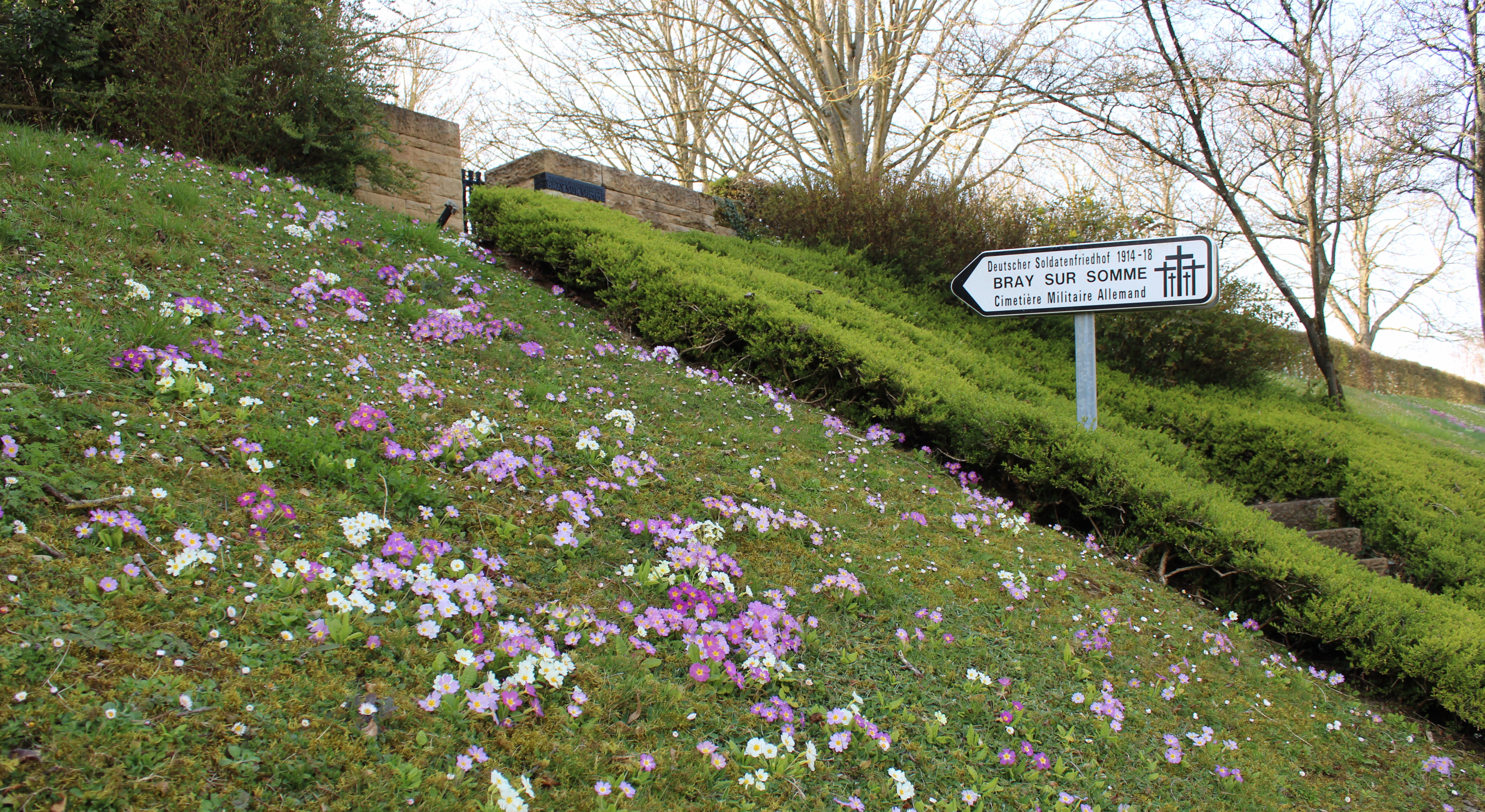
Entrée du cimetière.
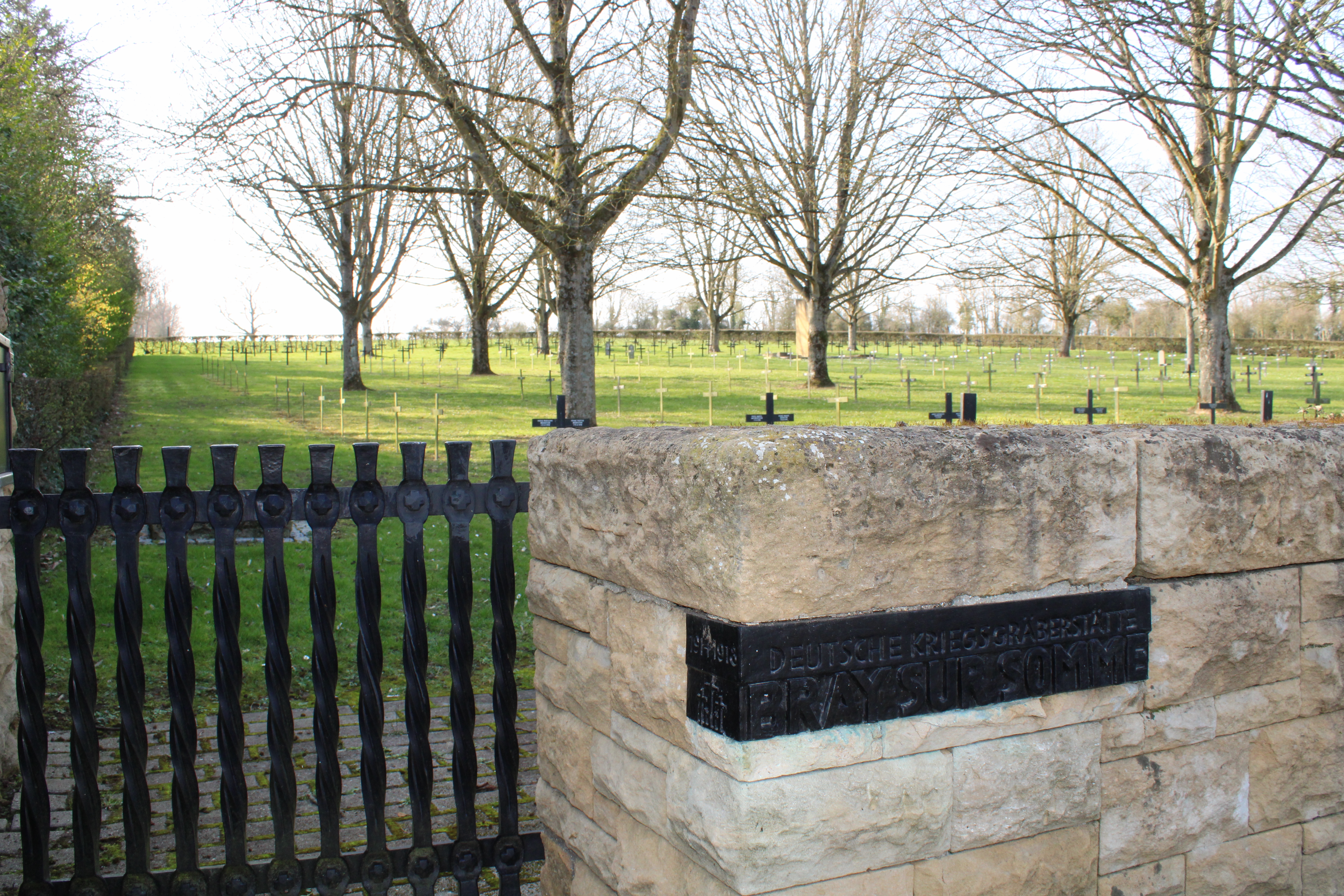
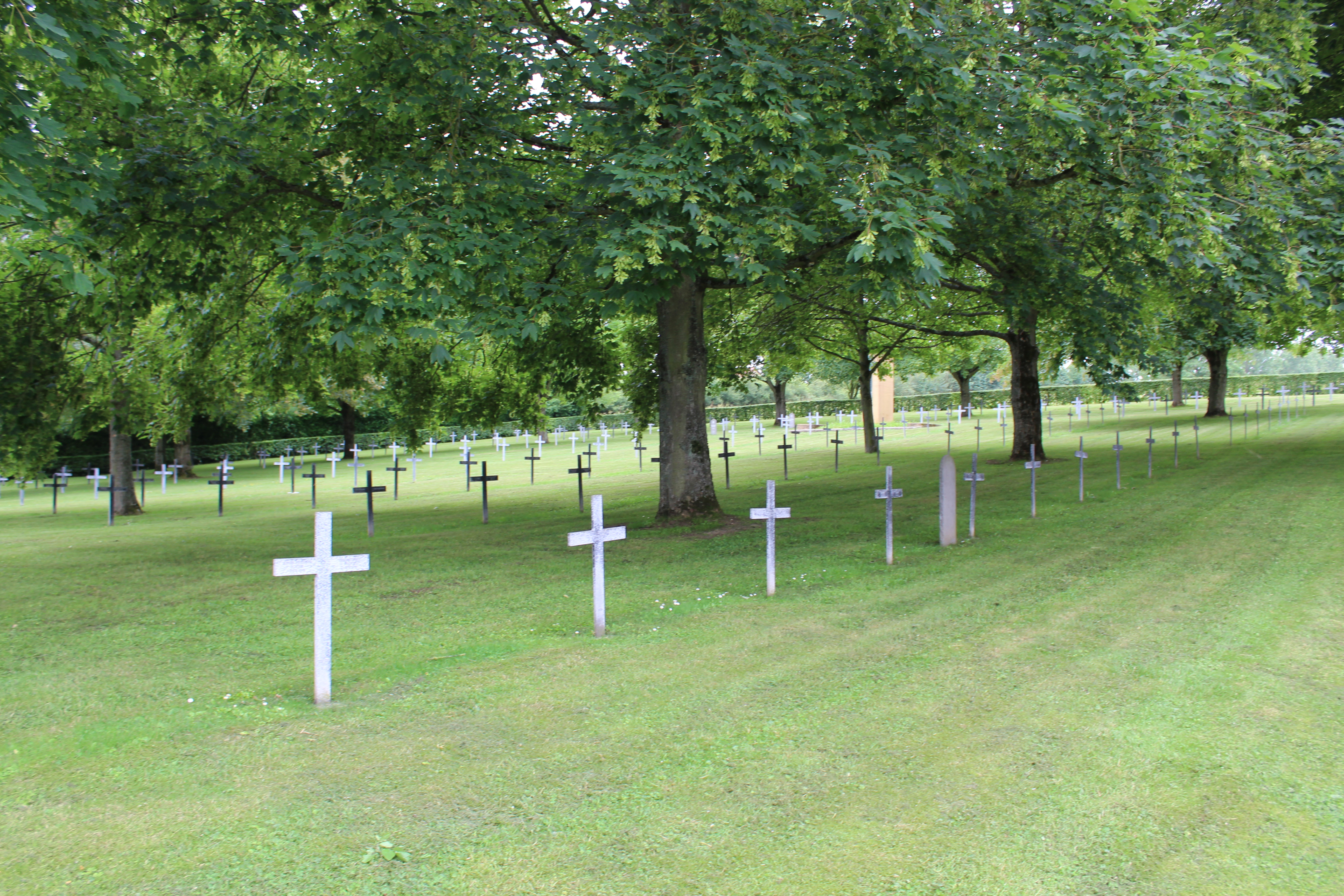
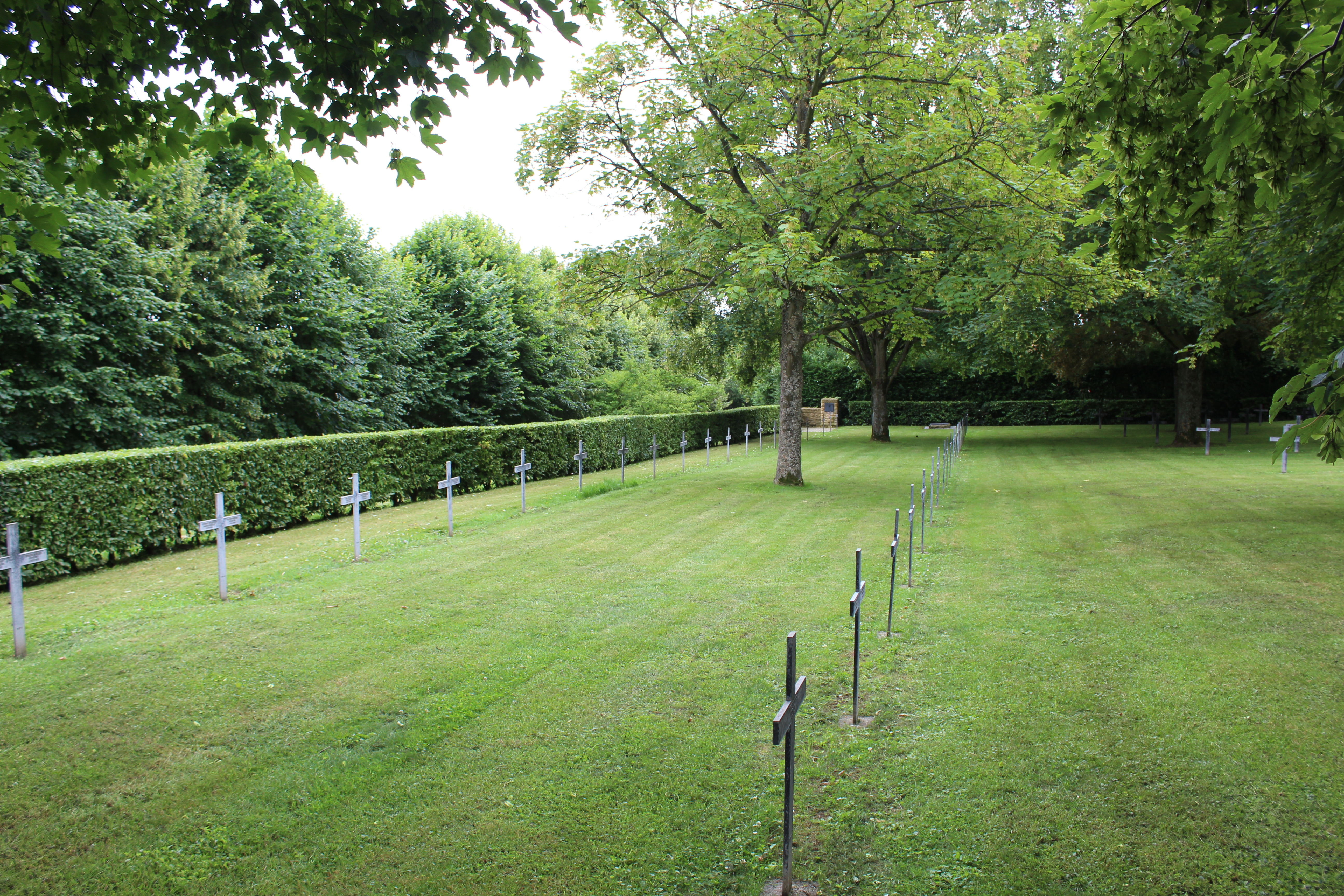
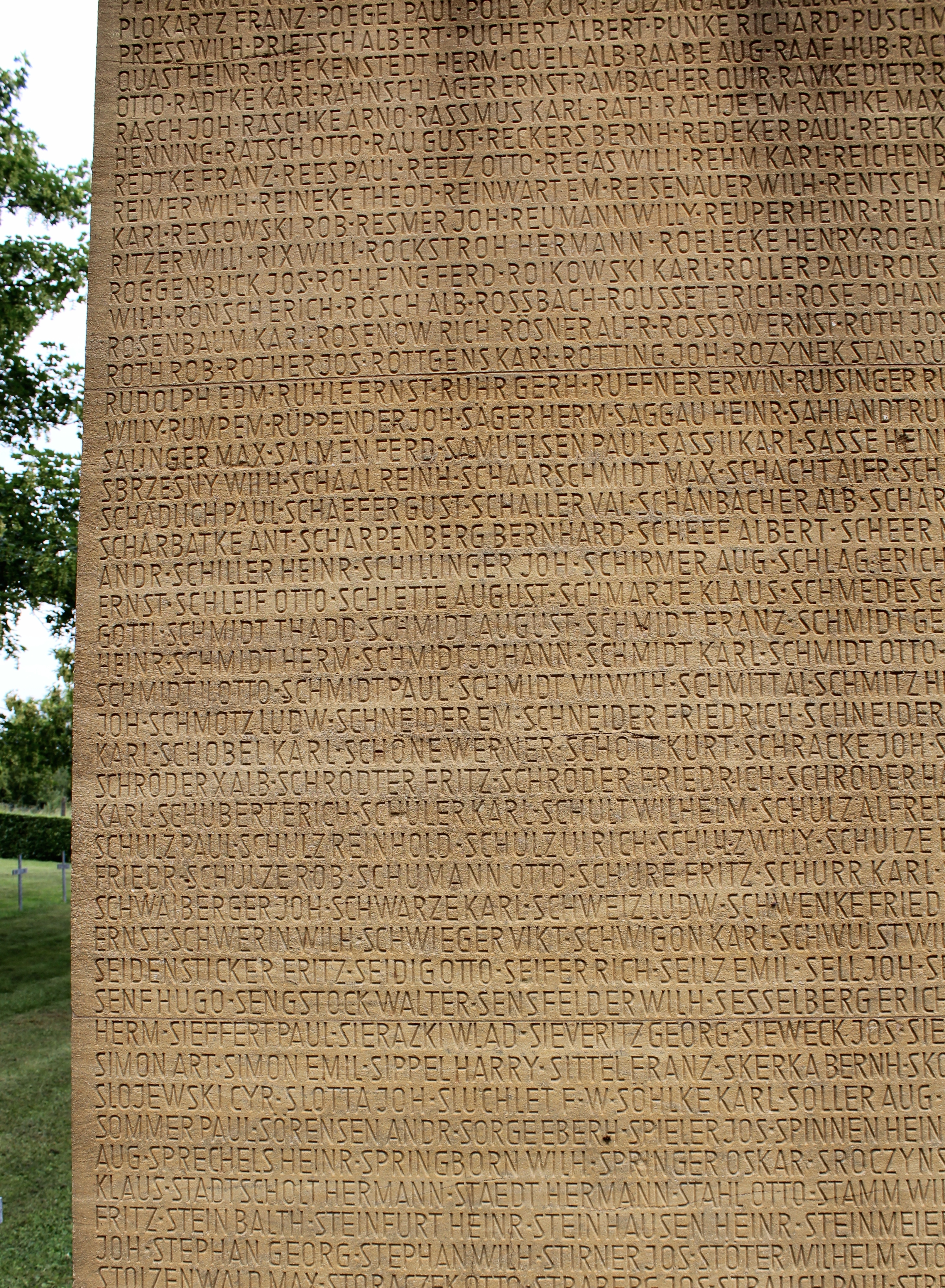
Monument commémoratif sur lequel sont écrits les noms des soldats.
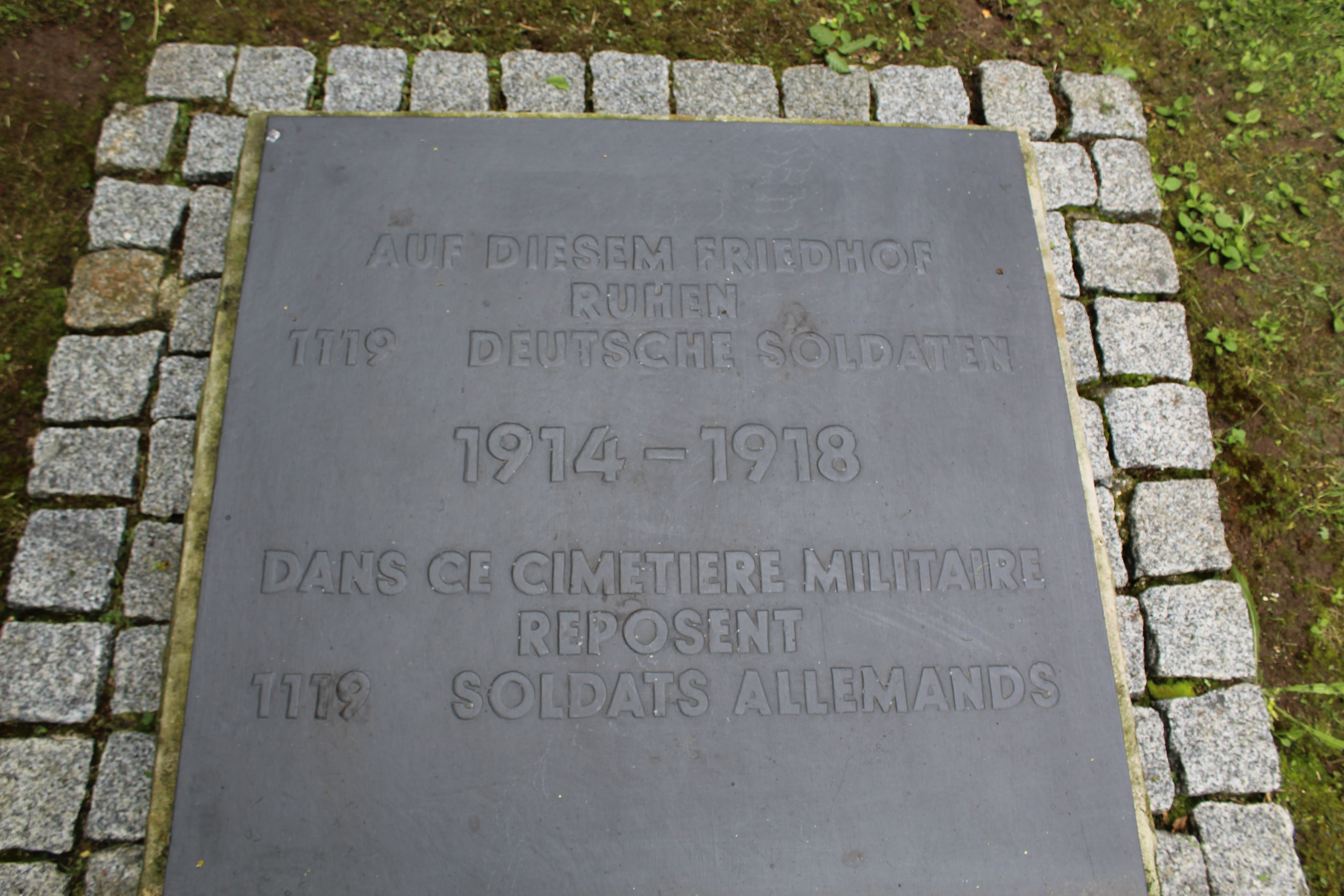
Dans ce cimetière militaire, reposent 1 119 soldats allemands.
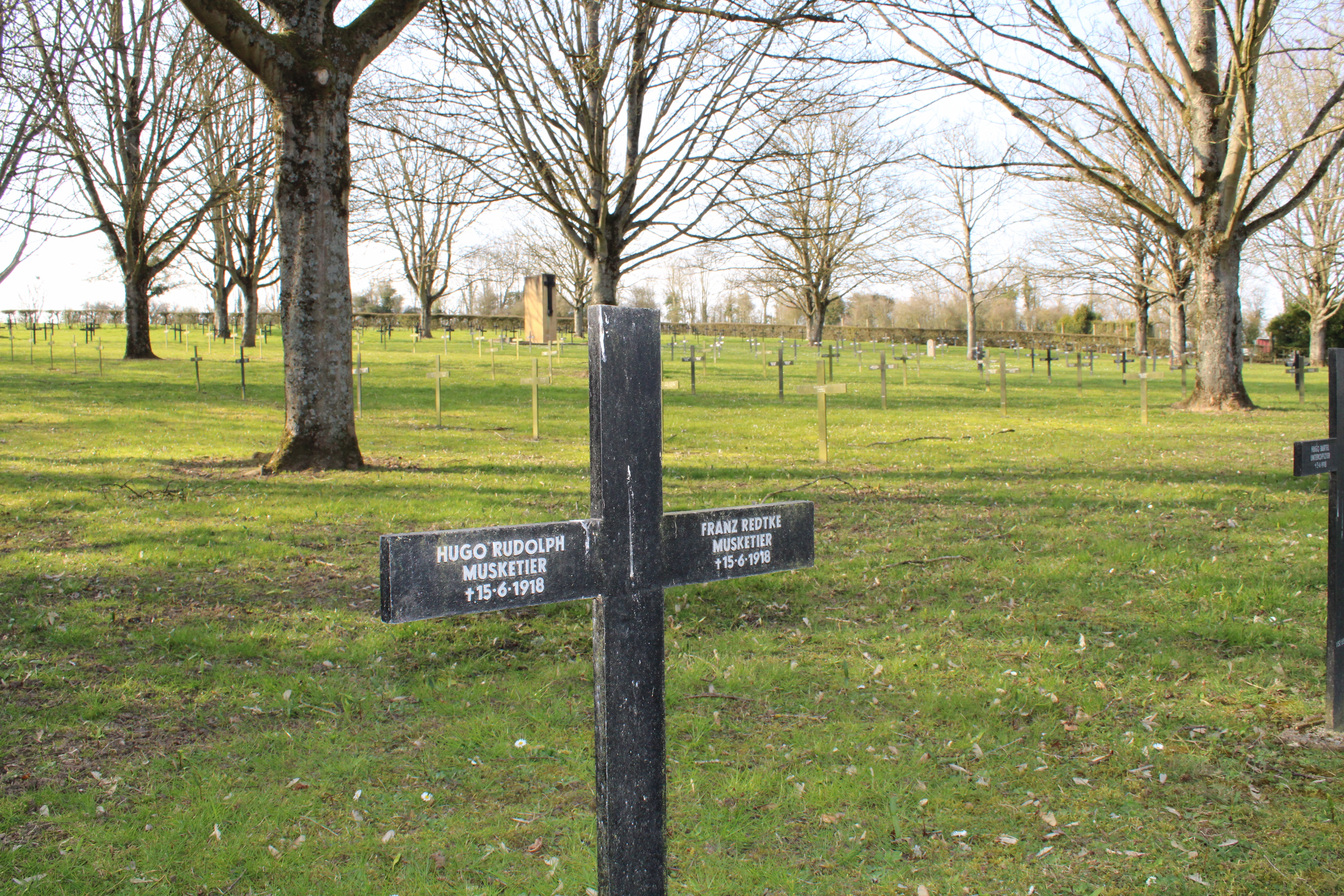
Sur les croix métalliques sont gravés en relief ,de chaque côté, les noms de deux soldats.

## Pour approfondir